# Viersen

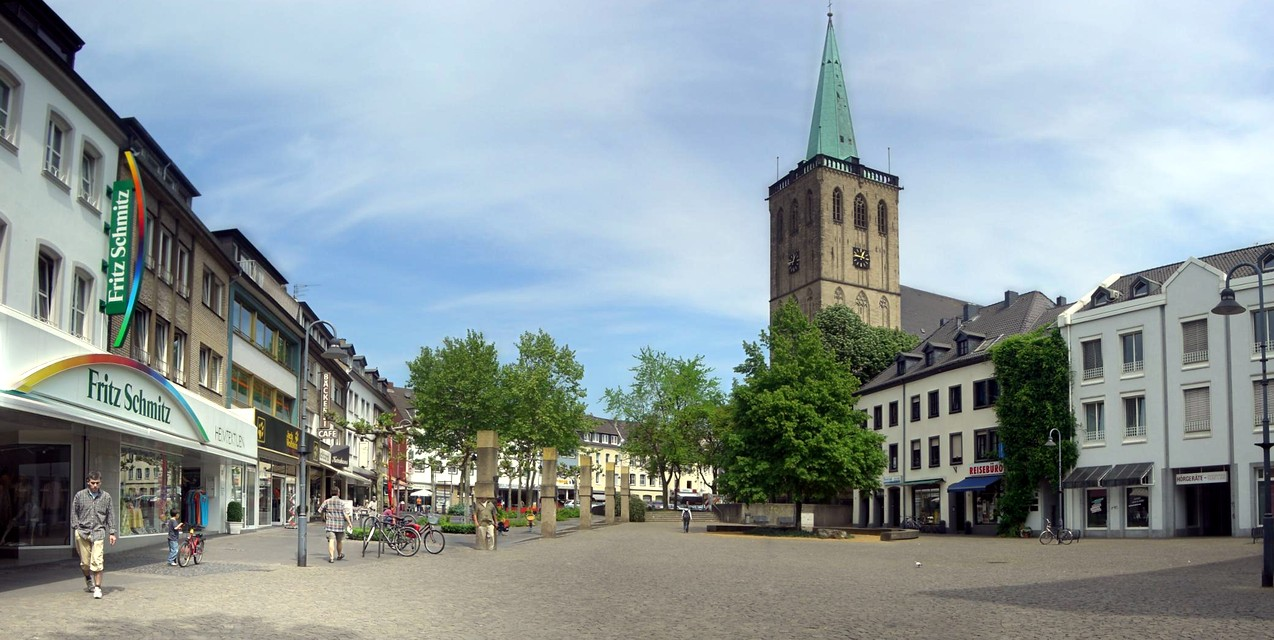
La Remigiusplatz (Plaza Remigio), con la Iglesia de San Remigio al fondo, en Viersen.

La ciudad de Viersen (pronunciación en alemán: /ˈfiːɐ̯zn̩/ⓘ) se ubica en el oeste del estado federal de Nordrhein-Westfalen. Pertenece al Regierungsbezirk Düsseldorf. Viersen es además la capital del distrito Viersen.
En la ciudad de Viersen, que se constituye de cuatro partes Viersen, Sücheteln, Dülken y Boisheim, viven 76.479 habitantes.

## Historia
Perteneció al Ducado de Gueldres, Anexionado a los Países Bajos de los Habsburgo en 1543, durante la guerra de los Ochenta años, permaneció en poder de las tropas españolas. En 1702 fue tomado por el Reino de Prusia. Posesión confirmada en el tratado de Utrech.

## Política
La alcaldesa de Viersen, Sabine Anemüller, pertenece al partido SPD.
Además hay un concejal de nacionalidad española. Manuel García Limia también pertenece al partido SPD.

## Cultura
En la ciudad de Viersen hay una biblioteca, que está cerca del así llamado Stadthaus. Además en la Festhalle tienen lugar un festival de Jazz (cada septiembre) y el campeonato mundial de billard.

## Ciudades hermanadas
- Calau,  Alemania
- Kaniv,  Ucrania
- Lambersart,  Francia
- Mittweida,  Alemania
- Pardessia,
- Peterborough,  Reino Unido